# Kardynałowie z nominacji Grzegorza XI
Papież Grzegorz XI (1370–78) mianował 21 nowych kardynałów na dwóch konsystorzach:

## 30 maja 1371
(1) 1. Pedro Gómez Barroso, arcybiskup Sewilli – kardynał prezbiter S. Prassede, zm. 2 czerwca 1374.
(2) 2. Jean de Cros, kuzyn papieża, biskup Limoges – kardynał prezbiter Ss. Nereo ed Achilleo, następnie kardynał biskup Palestriny (24 września 1376), zm. 21 listopada 1383.
(3) 3. Bertrand de Cosnac CanReg, biskup Comminges – kardynał prezbiter S. Marcello (tytuł nadany w 1372), zm. 17 czerwca 1374.
(4) 4. Bertrand Lagier OFM, biskup Glandèves – kardynał prezbiter S. Prisca, następnie kardynał prezbiter S. Cecilia (ok. 1375), kardynał biskup Ostia e Velletri (kwiecień 1378), kardynał prezbiter S. Cecilia (2 sierpnia 1378), kardynał biskup Ostia e Velletri (październik 1378), zm. 8 listopada 1392.
(5) 5. Robert de Genève, biskup Cambrai – kardynał prezbiter Ss. XII Apostoli, następnie Antypapież Klemens VII (20 września 1378), zm. 16 września 1394
(6) 6. Guillaume de Chanac OSB, biskup Mende – kardynał prezbiter S. Vitale, następnie kardynał biskup Tusculum (16 grudnia 1383), zm. 30 grudnia 1383
(7) 7. Jean Lefèvre, kuzyn papieża, biskup Tulle – kardynał prezbiter S. Marcello, zm. 6 marca 1372.
(8) 8. Jean de la Tour OSBClun, krewny papieża, opat Saint-Benoît-sur-Loire – kardynał prezbiter S. Lorenzo in Lucina, zm. 15 kwietnia 1374.
(9) 9. Giacomo Orsini, notariusz apostolski– kardynał diakon S. Giorgio in Velabro, zm. 13 sierpnia 1379.
(10) 10. Pierre Flandrin, referendarz papieski – kardynał diakon S. Eustachio, zm. 23 stycznia 1381.
(11) 11. Guillaume Noellet, referendarz papieski – kardynał diakon S. Angelo in Pescheria, zm. 4 lipca 1394.
(12) 12. Pierre de Vergne, archidiakon Rouen, referendarz i audytor Pałacu Apostolskiego – kardynał diakon S. Maria in Via Lata, zm. 6 października 1403.

## 20 grudnia 1375
(13) 1. Pierre de la Jugié OSBClun, arcybiskup Rouen – kardynał prezbiter S. Clemente, zm. 2 listopada 1376.
(14) 2. Simone Brossano, arcybiskup Mediolanu – kardynał prezbiter Ss. Giovanni e Paolo, zm. 27 sierpnia 1381.
(15) 3. Hugues de Montrelais, biskup Saint Brieuc – kardynał prezbiter Ss. IV Coronati, następnie kardynał biskup Sabiny (1379), zm. 29 lutego 1384.
(16) 4. Jean de Bussière OCist, opat Citeaux – kardynał prezbiter bez tytułu, zm. 4 września 1376.
(17) 5. Gui de Malsec, biskup Poitiers – kardynał prezbiter S. Croce in Gerusalemme, następnie kardynał biskup Palestriny (16 grudnia 1383), zm. 8 marca 1412.
(18) 6. Jean de la Grange OSB, biskup Amiens – kardynał prezbiter S. Marcello (tytuł nadany 26 lipca 1376), następnie kardynał biskup Tusculum (1385), zm. 24 kwietnia 1402
(19) 7. Pierre de Sortenac, biskup Viviers – kardynał prezbiter S. Lorenzo in Lucina, następnie kardynał biskup Sabiny (marzec 1384),  zm. 17 sierpnia 1390.
(20) 8. Gérard du Puy OSBClun, opat Marmoutier, wikariusz papieski w Perugii – kardynał prezbiter S. Clemente (tytuł nadany 2 lutego 1377), zm. 14 lutego 1389.
(21) 9. Pedro Martínez de Luna y Pérez de Gotor, prepozyt Walencji – kardynał diakon S. Maria in Cosmedin, następnie Antypapież Benedykt XIII (28 września 1394), zm. 29 listopada 1422.